# Хаген, Биргит
Биргит Хаген (в замужестве — Бласберг) (нем. Birgit Hagen (Blasberg), род. 6 июня 1957, Гревенброх, Северный Рейн-Вестфалия) — немецкая хоккеистка (хоккей на траве), полевой игрок. Серебряный призёр летних Олимпийских игр 1984 года, двукратная чемпионка мира 1976 и 1981 годов, серебряный призёр чемпионата мира 1978 года, бронзовый призёр чемпионата Европы 1984 года.

## Биография
Биргит Хаген родилась 6 июня 1957 года в западногерманском городе Гревенброх.
Играла в хоккей на траве за «Блау-Вайс» из Кёльна, в составе которого в 1980 году стала чемпионкой ФРГ, а также дважды была чемпионкой страны по индорхоккею (1979—1980). Впоследствии выступала за «Дюссельдорфер».
Дважды выигрывала золотые медали чемпионата мира — в 1976 году в Западном Берлине и в 1981 году в Буэнос-Айресе. Кроме того, на её счету серебряная награда чемпионата мира 1978 года в Мадриде.
Начиная с чемпионата мира 1981 года, была капитаном сборной ФРГ.
В 1984 году завоевала бронзовую медаль чемпионата Европы в Лилле.
В том же году вошла в состав женской сборной ФРГ по хоккею на траве на летних Олимпийских играх в Лос-Анджелесе и завоевала серебряную медаль. Играла в поле, провела 5 матчей, мячей не забивала.
Трижды выигрывала золотые медали чемпионата Европы по индорхоккею — в 1974 году в Аррасе, в 1977 году в Брюсселе и в 1981 году в Западном Берлине.
В 1975—1984 годах провела за сборную ФРГ 145 матчей (117 на открытых полях, 28 в помещении).
Живёт в Нойсе.

## Семья
Имеет трёх сыновей, двое из которых — Лукас Бласберг и Том Бласберг — играют в хоккей на траве за «Шварц-Вайс» из Нойса.